# إيميت روجرز
إيميت روجرز (بالإنجليزية: Emmett Rogers)‏ هو لاعب كرة قاعدة أمريكي، ولد في 11 أكتوبر 1867 في هت سبرينغز في الولايات المتحدة، وتوفي في 24 أكتوبر 1941 في فورت سميث في الولايات المتحدة.

## وصلات خارجية
- إيميت روجرز على موقعبيزبول رفرنس.كوم (الدوري الرئيسي) (الإنجليزية)
- إيميت روجرز على موقعبيزبول رفرنس.كوم (الدوري الثانوي) (الإنجليزية)